# ミスター・トムキンス (小惑星)
ミスター・トムキンス (12448 Mr. Tompkins) は小惑星帯に位置する小惑星。チェコのクレチ天文台でミロシュ・チヒー (Miloš Tichý)とズデニェク・モラヴェツ(Zdeněk Moravec)が発見した。
ジョージ・ガモフの科学空想物語『不思議の国のトムキンス』(Mr. Tompkins in Wonderlannd) の主人公から命名された。